# 훗쓰시
훗쓰시(일본어: 富津市)는 일본 지바현 남부에 있는 시이다. 행정 구역은 남북 방향으로 길고, 서쪽은 도쿄만과 접한다. 시의 이름은 《일본서기》에 등장하는 야마토타케루 신화와 얽혀 있는데, 태풍을 진정시키기 위해 바다에 몸을 던진 오토타치비나히메의 소매가 지금의 훗쓰에 흘러 들어오게 되었고, 그때부터 이곳을 소매가 흘러 들어온 나루라 해서 "후루쓰"(布流津)라고 부르던 것이 와전되어 지금의 훗쓰가 되었다고 한다.
북부 해안선에는 훗쓰곶(富津岬)이 있고 그 북쪽은 매립지에 화력 발전소 등이 입지하는 공업 지역이다. 한편 남부는 자연 해안선이 남아 있으며 여름에는 해수욕장이 개장한다. 훗쓰곶 주변의 갯벌에서는 매년 3월부터 8월까지 조개잡이를 즐길 수 있다.
동부와 남부는 산지이며 하이킹 코스가 정비되어 있고, 또 관광 시설로는 축산 작업 체험이나 동물들과의 스킨십을 즐길 수 있는 "마더 목장"(マザー牧場)도 있다.

## 역사
- 1971년 4월 25일 - 기미쓰군 도미쓰정, 오사와정, 아하마정이 합병해 현재의 시역과 같은 훗쓰정이 성립되었다.
- 1971년 9월 1일 - 시로 승격하였다.

## 교통

### 철도
- 동일본 여객철도 우치보선
  - (← 기미쓰시) - 아오호리역 - 오누키역 - 사누키마치역 - 가즈사미나토역 - 다케오카역 - 하마카나야역 - (아와군 교난정 →)

### 도로
- 고속도로
  - 다테야마 자동차도
  - 훗쓰 다테야마 도로

- 국도
  - 16호선
  - 127호선
  - 465호선

## 인구
| 연도 | 인구   | ±%     |
| ---- | ------ | ------ |
| 1920 | 38,662 | —      |
| 1930 | 39,385 | +1.9%  |
| 1940 | 41,216 | +4.6%  |
| 1950 | 52,157 | +26.5% |
| 1960 | 49,762 | −4.6%  |
| 1970 | 52,034 | +4.6%  |
| 1980 | 56,102 | +7.8%  |
| 1990 | 54,876 | −2.2%  |
| 2000 | 52,839 | −3.7%  |
| 2010 | 48,075 | −9.0%  |